# All-domain Anomaly Resolution Office
All-domain Anomaly Resolution Office (AARO) är en myndighet inom USA:s försvarsdepartement som undersöker oidentifierade flygande föremål, så kallade UFO, och andra fenomen i luften, havet, rymden och/eller på land, ibland benämnda som "oidentifierade luftföreteelser" eller "oidentifierade avvikande fenomen" (UAP). Dess första direktör var fysikern Sean M. Kirkpatrick och dess nuvarande tillförordnade direktör är Timothy A. Phillips som rapporterar till biträdande försvarssekreteraren Kathleen Hicks.

## Organisationens historik
AARO grundades 2022 och föregicks av Unidentified Aerial Phenomena Task Force (UAPTF), ett program från 2020 till 2021 inom Office of Naval Intelligence som användes för att "standardisera insamling och rapportering" av observationer av UFO. UAPTF presenterades i juni 2020 i United States Senate Select Committee on Intelligence. UAPTF publicerade en preliminär rapport i juni 2021. NASA:s UAP oberoende studiegrupp höll ett offentligt möte i juni 2023 där ytterligare UAP-material släpptes av AARO. I mars 2024 publicerade AARO en rapport med titeln "Rapport om den historiska posten för USA:s regerings inblandning med oidentifierade avvikande fenomen (UAP) Volume I", som fann "ingen empirisk bevisning" för utomjordisk teknik.
I april 2021 bekräftade Pentagon autenticiteten av bilder och videor som samlats in av UAPTF, som visar "vad som verkar vara pyramidformade föremål" som svävar över USS Russell 2019, utanför Kaliforniens kust, med talespersonen Susan Gough som sade "Jag kan bekräfta att de refererade bilderna och videorna togs av marinens personal. UAPTF har inkluderat dessa incidenter i sina pågående undersökningar."
Den följande månaden bekräftade Gough ytterligare en video som spelades in av marinens personal och granskades av UAPTF. Videon, inspelad den 15 juli 2019 i stridsinformationscentralen på USS Omaha, visar tydligt ett sfärisk föremål som flyger över havet som ses genom en infraröd (IR) kamera på natten, rör sig över skärmen innan den stannar upp och sjunker ner i vattnet.
Vetenskapsjournalisten Mick West har hävdat att pyramidbilderna i videon troligtvis var ett flygplan, Jupiter och stjärnor som förvrängdes när linsen var ur fokus. West sade att marinens video är ett exempel på en fotografisk effekt som kallas bokeh och demonstrerade effekten genom att skapa liknande pyramidbilder på video.
Den 25 juni 2021 publicerade Office of the Director of National Intelligence en rapport om UAP, allmänt känd som Pentagon UFO Report. Rapporten fann att UAPTF inte kunde identifiera 143 av 144 objekt som observerades mellan 2004 och 2021. Rapporten sade att 18 hade ovanliga rörelsemönster eller flygegenskaper och att ytterligare analys behövdes för att avgöra om dessa observationer representerade genombrottsteknik. Rapporten noterade att vissa av dessa steg var resurskrävande och krävde ytterligare investeringar. Rapporten kopplade inte observationerna till utomjordiskt liv, med tjänstemän som sade "Vi har inga tydliga indikationer på att det finns någon icke-jordisk förklaring till dem - men vi kommer att gå var som helst dit datan leder oss".
I december 2022 sade Ronald Moultrie, biträdande försvarssekreterare för underrättelse och säkerhet, att "vi har inte sett något som skulle leda oss [...] att tro att någon av de objekt vi sett är av utomjordiskt ursprung", och att många av de rapporterade objekten kan vara "ballonger och saker som UAV som drivs för andra ändamål än övervakning eller underrättelseinhämtning." När hon frågades om de 143 av 144 militära mötena med mystiska flygande föremål - inklusive flera som verkar demonstrera extraordinär teknik - sade chefen för nationell underrättelse Avril Haines "Det är alltid frågan om 'finns det något annat som vi enkelt inte förstår". Efter att ha talat med flera av de marina piloterna som observerade ett av de okända fordonen sade NASA:s administratör Bill Nelson att han är övertygad om att piloterna "såg något, och deras radar låste på det." När han bads spekulera i fenomenets natur svarade Nelson "Vem är jag att säga att planeten Jorden är den enda platsen för livsformer som är civiliserat och organiserat som vårt?".
Politico rapporterade den 10 augusti 2023 att "AARO krävs av lagen att lansera en offentlig webbplats där vittnen kan rapportera potentiella UFO-observationer direkt" men att webbplatsen "är fast i Pentagons byråkrati". En offentlig webbplats lanserades för AARO den 31 augusti 2023.
Christopher Mellon, tidigare biträdande statssekreterare för försvarsupplysningar och rådgivare till företaget To the Stars, citerades av Bryan Bender i Politico som sade "Det legitimerar ytterligare ämnet", lade till "Detta i sig är oerhört viktigt. Människor kan prata om det utan rädsla för pinsamhet." Mellon sade också "Vi pratar om dussintals incidenter i begränsat militärt luftrum under år."
I juli 2020 sade den amerikanska senatorn Marco Rubio att han var orolig för att ett fiendeland hade uppnått "någon form av teknologiskt språng" som "tillåter dem att utföra denna typ av aktivitet", samtidigt som han sade att det kanske fanns en konventionell förklaring som var "tråkig".
I en artikel som ursprungligen publicerades i Newsweek skrev astrofysikern Adam Frank att "om det hanteras väl, kan [UAP]-kommissionen göra mer än att belysa UAP. Den kan också ge amerikanerna en mästarklass i det mest grundläggande, viktigaste och dessvärre, tråkigaste ämnet i vetenskapen: Standards for Evidence" och att "när det gäller UAPS/UFOs finns det inga sådana standarder. Det är bara en free-for-all."
Journalisten Keith Kloor kritiserade inblandningen av reality-TV-personligheten Travis S. Taylor. Pentagons talesperson Susan Gough bekräftade för Kloor i en artikel på ScienceInsider, online-nyhetssektionen för AAAS, att Taylor hade en ledande roll i Unidentified Aerial Phenomena Task Force och informellt benämndes som dess vetenskapschef. Kloor karakteriserade Taylor som "en forskare som tror på det övernaturliga". Kloor skrev "Kritiker är helt enkelt förbluffade över vad de kallar hans antivetenskapliga omfamnande av det övernaturliga - och Pentagons villighet att samarbeta med honom". Enligt skeptikern och vetenskapsförfattaren Robert Sheaffer "Börjar förstå varför [regeringens] arbetsgrupp var så misslyckad med att identifiera sina UAP!".

## AARO Organisation
AARO:s verkställande råd är AAROEXEC. Den första direktören för AARO var Sean M. Kirkpatrick, som rapporterade till biträdande försvarssekreteraren Kathleen Hicks. Hicks meddelade den 30 augusti 2023 att AARO skulle verka under hennes kontor och att direktör Kirkpatrick skulle rapportera direkt till henne. Senator Kirsten Gillibrand hjälpte till att grunda organisationen.

## Verksamhet
AARO kommer att fokusera på 
- Övervakning
- insamling och registrering
- Systemkapacitet och design
- Underrättelseoperationer och analys
- Begränsning och nederlag
- Styrning
- Vetenskap och teknik

AARO kommer att fortsätta insamlingen och rapporteringen av Unidentified Aerial Phenomena (UAP)-incidenter över DoD:s specialanvändningsluft (SUA), samt insamlingen och rapporteringen av anormala, oidentifierade rymd-, luft-, sjö- och transmedieobjekt. AARO ska identifiera och minska luckor i operativa, underrättelse- och kontraspionagekapacitet och rekommendera policyändringar, antingen reglerande eller lagstiftande, för att minska dessa luckor.
Organisationen syftar också till att öka kommunikationen mellan militären och IC över oidentifierade marina och luftfarkoster som kan utgöra ett hot mot USA:s styrkor och militära baser eller spionera på känsliga anläggningar.
Den lagstiftande grunden ger myndigheten mandat att granska registreringar så långt tillbaka som 1945 för att avgöra om federala regerings- eller entreprenörs-UFO-program har funnits som kan ha skyddat information från antingen Vita huset eller USA:s kongress.

## Finansiering
Resursförsörjningen för AARO kommer att vara synlig i Program Budget Review-processen (PBR); USD(I&S) ska inbjuda deltagande av chefer från Office of the Director of National Intelligence.

## AARO-utredningar
AARO har öppnat hundratals utredningar sedan dess grundande 2022. Hälften av dessa har lösts med vardagliga förklaringar, till exempel väderballonger. Den andra hälften förblir ouppklarad, med otillräckligt med data för att dra några slutsatser.
Kontoret har mottagit ett stort antal rapporter sedan dess grundande, många av dem från militär personal.
Kontoret och ODNI publicerade en 11-sidig obekräftad rapport den 12 januari 2022, uppmanad av en lag som säger att ODNI måste lämna in en rapport till kongressen varje år. Rapporten täckte 247 nya UAP-observationer som sträcker sig tillbaka till mars 2021, samt 119 händelser före det datumet som inte hade granskats tidigare. Rapporten visade att det hade funnits "510 UAP-rapporter till och med 30 augusti 2022", vilket var en ökning jämfört med det tidigare antalet möten som rapporterats till kontoret. Rapporten visade att det inte fanns några bevis för utomjordingar.
Rapporten noterade att av de 366 nya rapporter som inkommit, efter en första analys, hade ungefär hälften vanliga förklaringar, t.ex. obemannade luftfarkoster, ballonger och skräp. Rapporten visade att det borde göras antaganden om flera faktorer som kan påverka observationerna av UAP, inklusive belysning, väder och noggrannheten i tolkningen av sensordata, och att ett begränsat antal rapporter som inkommit kan ha att göra med oregelbundenheter hos operatören eller utrustningen.
Av de 366, 171 förblev ouppklarade. Rapporten noterade att vissa av dessa ouppklarade UAP verkar ha visat ovanliga flygegenskaper eller prestandakapacitet och att dessa rapporterade incidenter krävde ytterligare analys.
Indata för rapporten söks eller tillhandahölls från olika organ, inklusive NASA, Federal Aviation Administration, National Oceanographic and Atmospheric Administration och Department of Energy. Rapporten noterar att de flesta observationerna gjordes till kontoret av personal från US Navy och US Air Force, som rapporterade dem genom sina officiella kanaler. Rapporten noterade också att vissa av fallen kunde bero på att sensorn inte fungerade korrekt.

## Bakgrund

### AATIP (2007-2012)
År 2007 inrättade USA:s Defense Intelligence Agency ett oklassificerat men lågprofilerat program med titeln Advanced Aerospace Threat Identification Program (AATIP). Detta var ett svar på flera rapporter om oidentifierade fordon identifierade av den amerikanska militären. Programmet avslutades 2012, efter att dess finansiering upphört, och marinen och underrättelsetjänsterna fortsatte sitt arbete.

### UAPTF (2017-2022)
I december 2017 bekräftade USA:s försvarsdepartement existensen av ett försvarsprogram som används för att samla in data om militära UFO-observationer, trots att Advanced Aerospace Threat Identification Program avslutades 2012. Liksom sitt föregående program hanteras UAP Task Force av Under Secretary of Defense for Intelligence i samarbete med Office of Naval Intelligence.
Efter juni 2020-hörandet bad senator Marco Rubio att videomaterial av okända luftfarkoster som samlats in av USA:s flotta, inklusive Pentagon UFO-videorna, skulle släppas.
Den 24 juni 2020 röstade underrättelsekommittén för att kräva att United States Intelligence Community och United States Department of Defense offentligt spårar och analyserar data som samlats in om okända luftfarkoster. En rapport från arbetsgruppen kommer att utges till underrättelsekommittén 180 dagar efter att underrättelseauktoriseringslagen har antagits.
Programmet godkändes officiellt den 4 augusti 2020 av biträdande försvarssekreteraren David Norquist och presenterades den 14 augusti 2020. "Uppdraget för arbetsgruppen är att upptäcka, analysera och katalogisera UAP